# IC 4816
IC 4816 је спирална галаксија у сазвјежђу Стријелац која се налази на листи објеката дубоког неба у Индекс каталогу.
Деклинација објекта је - 13° 8' 50" а ректасцензија 19h 1m 44,4s. Привидна величина (магнитуда) објекта IC 4816 износи 16,2 а фотографска магнитуда 17,0.